# Leucopis spatula
Leucopis spatula är en tvåvingeart som beskrevs av Stephen D. Gaimari och Raspi 2002. Leucopis spatula ingår i släktet Leucopis och familjen markflugor.
Artens utbredningsområde är Eritrea. Inga underarter finns listade i Catalogue of Life.